# Пастушья сумка
Пасту́шья су́мка, или Су́мочник (лат. Capsélla) — род однолетних травянистых растений из семейства Капустные (Brassicaceae).
Латинское научное название дано по форме плода: лат. capsella — ящичек, ларчик.
Трава пастушьей сумки (лат. Bursae pastoris herba) широко применяется в народной и официальной медицине, в том числе в качестве кровоостанавливающего средства в гинекологической практике.

## Ботаническое описание[3][4]

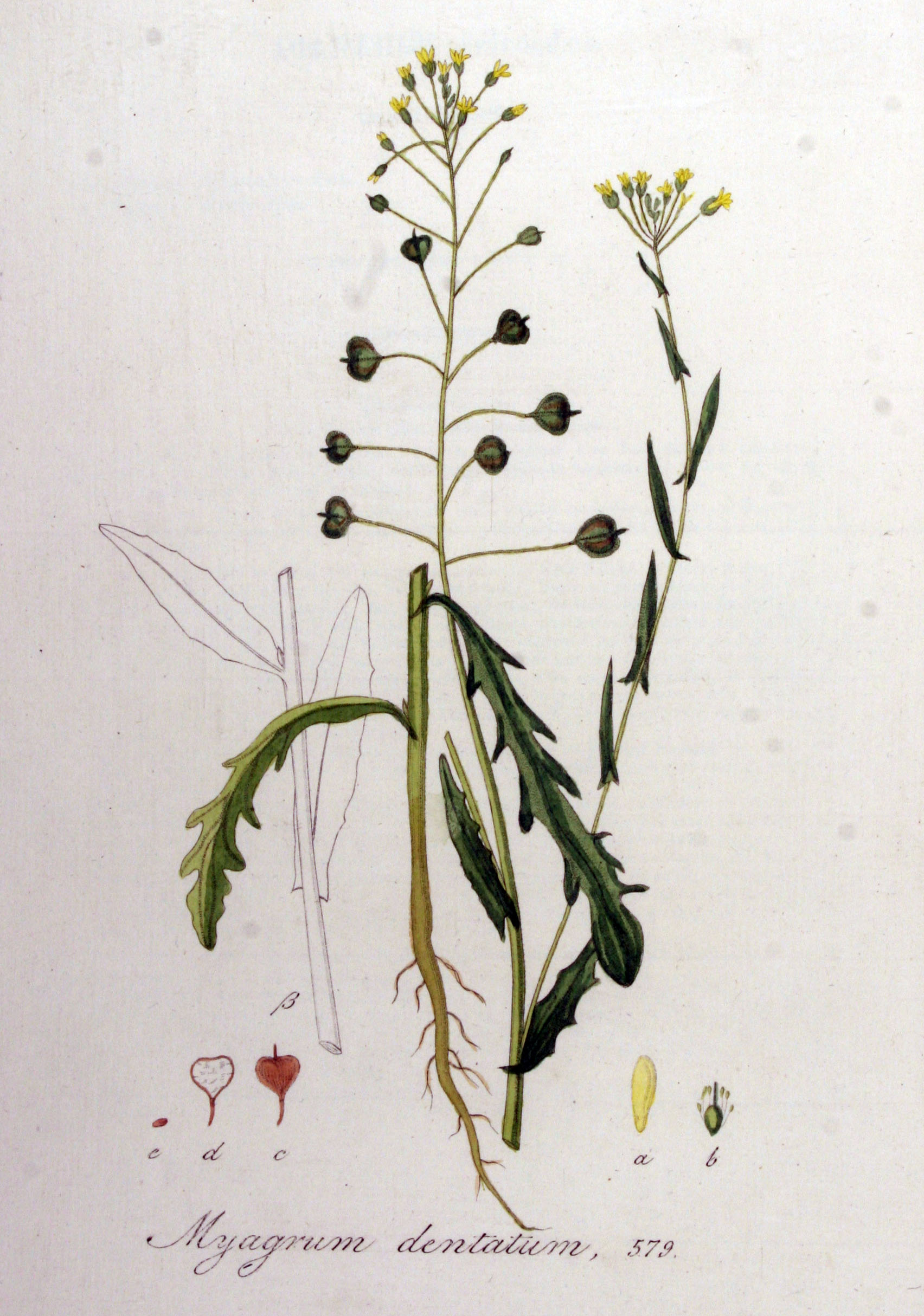

Однолетние травянистые растения высотой до 60 см. c прикорневой розеткой листьев, опушенные прямыми и разветвленными волосками.
Чашелистики прямые, не мешковидные. Лепестки коротко-ноготковые, белые, розоватые или палевые, длина не более 3,5 мм. Тычинки свободные. По обе стороны коротких тычинок по одной полулунной медовой желёзке, которые почти соприкасаются между собой на внешней стороне, линейный отросток направлен в сторону длинных тычинок. Завязь сидячая, столбик очень короткий.
Плод - многосемянный стручочек обратно-треугольно-сердцевидной формы с узкой перегородкой. Створки тонкие, ладьевидные.
Семена висячие.
Особенностью пастушьей сумки является то, что она цветёт и плодоносит весь сезон (с мая по сентябрь).

## Классификация

### Таксономия[5]
Capsella  Medik., 1792, Pfl.-Gatt. : 85 
Род Пастушья сумка относится к семейству Капустные (Brassicaceae) порядка Капустоцветные (Brassicales). Кладограмма в соответствии с Системой APG IV по состоянию на июнь 2023 года:
|  |                                      |  |                                   |                                   |                     |  | ещё 16 семейств |              |                    |                                                          |
|  |                                      |  |                                   |                                   |                     |  |                 |              |                    | 9 подтвержденных видов и 3 вида, ожидающих подтверждения |
|  |                                      |  |                                   | порядок Капустоцветные            |                     |  |                 |              | род Пастушья сумка |                                                          |
|  |                                      |  |                                   | порядок Капустоцветные            |                     |  |                 |              | род Пастушья сумка |                                                          |
|  | отдел Цветковые, или Покрытосеменные |  |                                   |                                   | семейство Капустные |  |                 |              |                    |                                                          |
|  | отдел Цветковые, или Покрытосеменные |  |                                   |                                   |                     |  |                 |              |                    |                                                          |
|  |                                      |  | ещё 63 порядка цветковых растений | ещё 63 порядка цветковых растений |                     |  |                 | ещё 354 рода | ещё 354 рода       |                                                          |
|  |                                      |  |                                   | ещё 63 порядка цветковых растений |                     |  |                 |              | ещё 354 рода       |                                                          |

### Виды
- Capsella bursa-pastoris (L.) Medik. typus[6] — Пастушья сумка обыкновенная
- Capsella gracilis Gren., также Capsella × gracilis Gren.
- Capsella grandiflora (Fauché & Chaub.) Boiss.
- Capsella lycia Stapf
- Capsella mexicana Hemsl.
- Capsella orientalis Klokov
- Capsella puberula Rupr.
- Capsella rubella Reut.
- Capsella tasmanica (Hook.) F.Muell.

## Хозяйственное значение и применение

### Использование в кулинарии
Пастушья сумка используется в армянской кухне, особенно в кухне армян Нагорного Карабаха. Её употребляют в сыром виде, как салат или в смеси с другими весенними травами, а также как начинку для блюда
карабахских армян — женгялов хац.